# Il giorno in cui decisi di diventare una persona migliore
Il giorno in cui decisi di diventare una persona migliore. Un esperimento su sé stessi è un romanzo della scrittrice tedesca Karen Duve pubblicato in Germania nel 2011 con il titolo Anständig essen. Ein Selbstversuch e pubblicato in Italia nel 2012 da Neri Pozza nella collana Bloom.
Per quest'opera l'autrice ha ricevuto una "Nomina nella categoria Fiction/Essays del Premio della Fiera del Libro di Lipsia" nel 2011.

## Trama
Dicembre 2009. La narratrice vive in una fattoria di sua proprietà nella campagna del Brandeburgo e riceve periodicamente le visite dell'amica Grillo. Già consapevole, ma non cosciente, delle problematiche animaliste ed ecologiste e sollecitata dalla pressione dell'amica che è "flexitariana", la narratrice comincia a riflettete sulla scelta di chi si sottopone a limitazioni e rinunce nell'alimentazione "per proteggere piante ed animali" e inizia a coglierne il carattere morale. Così decide di superare la miopia e il pregiudizio in cui si scopre confinata dalle proprie abitudini cibarie facendo un esperimento su sé stessa. Dall'inizio del nuovo anno e con cadenza più o meno bimestrale si sforzerà di studiare e sperimentare diete eticamente più decenti ed ecocompatibili per capire le visioni del mondo su cui si basano ed arrivare a cambiare i propri costumi.
Nei mesi di gennaio e febbraio si cimenta con l'alimentazione rigorosamente biologica. È l'occasione per scoprire un fenomeno che sul piano commerciale vanta "tassi di crescita a due cifre" e capirne i meriti, i limiti e le contraddizioni. È anche il tempo per cominciare a riflettere su diversi temi. Comprendere che dietro il piatto si celano i problemi dello sfruttamento dei lavoratori nell'economia globalizzata. Approfondire la crudeltà perpetrata negli allevamenti di galline ovaiole. Interrogarsi sui vincoli di parentela che ci legano agli altri animali e la nostra deliberata scelta di ignorarli. Riflettere sulla differenza tra empatia e compassione. Domandarsi che senso abbia allevare gli animali in condizioni meno crudeli (animal welfare) per poi ucciderli comunque. E quali siano le motivazioni che ci spingono a consumare carne nonostante tutto.
In marzo, e fino a tutto il mese di aprile, passa a sperimentare l'alimentazione vegetariana tradizionale (latto-ovo-vegetariana), abbandonando il consumo di carne e pesce. E si pone altri interrogativi. Se il numero dei vegetariani è in costante aumento, quali sono le loro motivazioni? I piccoli allevamenti a conduzione familiare sono meno cruenti degli allevamenti intensivi? E cosa rende un allevamento intensivo? Inoltre viene descritta la crudeltà implicita nei metodi usati per macellare mucche, maiali, galline, tacchini.
A maggio inizia una fase più difficile, vivere da vegana, che dura il doppio delle altre e la porta ad un cambiamento più ampio dei suoi costumi. Inoltre comincia a partecipare ad azioni di animalisti all'interno di allevamenti intensivi di galline ovaiole.
Con il mese di settembre arriva l'ultima prova: lo stile di vita fruttariano, un'esperienza al limite delle sue possibilità e della sua comprensione.
A novembre l'esperimento si chiude e arriva il fatidico momento di tirare le somme e prendere una decisione per il futuro.

## L'opera

### Cronologia degli eventi
Nell'opera sono ben distinti quattro periodi:
- il mese di dicembre 2009 nel quale la narratrice prendeva di coscienza della propria condizione e la decisione di compiere l'esperimento, che corrisponde temporalmente al mese di dicembre (capitolo uno);
- il secondo quando la narratrice sperimenta l'alimentazione (capitoli V-IX)
- La terza ed ultima parte inizia dopo un capitolo di transizione (il X)

### L'ambientazione
Il romanzo è ambientato ad...

### I personaggi
- La protagonista: è la scrittrice stessa...
- Grillo: è l'amica della scrittrice che prende questo nome dal Grillo parlante di Pinocchio, perché almeno all'inizio del racconto funge da coscienza per la protagonista.
- Beate:
- Bulli:
- Freddy:
- Simbo:
- Bonzo:
- Torino:
- Piespi:
- Gallina:

### Temi principali
I temi principali sono...

## Edizioni
- (DE) Karen Duve, Anständig essen. Ein Selbstversuch, 1ª ed., Berlino, Galiani (Kipenheuer & Witsch GmbH & Co.), 2011.
- Karen Duve, Il giorno in cui decisi di diventare una persona migliore, collana Bloom, Francesco Porzio (traduttore), 1ª ed., Milano, Neri Pozza, 2012,  p. 292, ISBN 978-8854505490.